# Spalangiinae
Spalangiinae Haliday, 1833, è una sottofamiglia di insetti della famiglia degli Pteromalidi (Hymenoptera Chalcidoidea) comprendente specie parassitoidi delle mosche.

## Descrizione
A differenza della maggior parte degli Pteromalidi, che hanno il corpo con colori metallici, quello degli Spalangiini è nero. Il corpo è appiattito, lungo 2–3 mm, con capo allungato e gastro peziolato. Le antenne sono prive di anelli (carattere condiviso con i Cerocefalini) e inserite presso la bocca.
Il mesonoto ha i notauli completi e mostra una scultura punteggiata grossolana. Le ali sono ben sviluppate.

## Biologia
Gli Spalangiini si sviluppano come ectoparassiti (talvolta come iperparassiti) sulle pupe di diversi Ditteri Ciclorrafi. Le specie attaccate sono generalmente quelle associate a materiali organici in decomposizione (Muscidi, Tachinidi, Antomidi, Sarcofagidi, Calliforidi, Drosofilidi, ecc.). L'uovo è deposto all'interno del pupario, perciò la larva si sviluppa apparentemente come endofaga.

## Sistematica
La sottofamiglia comprende due generi:
- Playaspalangia Yoshimoto, 1976: comprende la sola specie Playaspalangia rothi;
- Spalangia Latreille, 1805: è il genere rappresentativo, diffuso in tutto il mondo, comprendente circa 50 specie.